# Progress M-57
Progress M-57 (ryska: Прогресс М-57) eller som NASA kallar den, Progress 22 eller 22P, var en rysk obemannad rymdfarkost som levererade förnödenheter, syre, vatten och bränsle till rymdstationen ISS. Den sköts upp med en Sojuz-U-raket från Kosmodromen i Bajkonur den 24 juni 2006 och dockade med ISS den 26 juni. 
Farkosten lämnade rymdstationen den 16 januari 2007 och brann upp i jordens atmosfär några timmar senare.

### Fotnoter
1. ↑  ”NASA Space Science Data Coordinated Archive” (på engelska). NASA. https://nssdc.gsfc.nasa.gov/nmc/spacecraft/display.action?id=2006-025A. Läst 1 mars 2020.
2. ↑  Manned Astronautics - Figures & Facts Arkiverad 2 mars 2008 hämtat från the Wayback Machine., läst 15 juli 2016.